# Буревісник японський
Буревісник японський (Puffinus bannermani) — морський птах з родини буревісникових (Procellariidae).

## Поширення
Ендемік Японії. Гніздиться на острові Хігасідзіма (острови Оґасавара) та острові Мінамі-Іото (острови Кадзан). Поза сезоном розмноження мешкає у відкритому морі неподалік тих островів.